# Malapo
Malapo ist ein Ort in der Inselgruppe Tongatapu im Süden des pazifischen Königreichs Tonga.
Im Jahr 2021 hatte Malapo 647 Einwohner.

## Geographie
Der Ort liegt am Südufer der Fangaʻuta Lagoon an der Taufaʻahau Road zwischen Kolofuu und Holonga am Ostrand des Distrikts Vaini. Nördlich des Ortes liegt die Insel Ngofonua in der Lagune. Westlich des Ortes befinden sich das Huʻatolitoli Prison und das Beulah College. Im Ort zweigt die Tuku ʻAho Road nach Südosten ab.
Im Ort gibt es eine Kirche „Church of Jesus Christ of Latter-day Saints“.
Das Land gehört zum Luani’s Estate (Häuptlingsbesitz) und das Hauptgebäude ist nach dem Häuptling benannt: Tāufatoutai.
Es gibt einen großen Grabhügel in Malapo. Man vermutet, dass er die Überreste von König Tuʻitātui beherbergt.

## Klima
Das Klima ist tropisch heiß, wird jedoch von ständig wehenden Winden gemäßigt. Ebenso wie die anderen Orte der Tongatapu-Gruppe wird Malapo gelegentlich von Zyklonen heimgesucht.